# Brandüberschlag
Ein Brandüberschlag (auch Feuerüberschlag genannt) ist die Brandausbreitung durch ein Überschlagen der Flammen, Funken oder durch Hitzeeinwirkung (Strahlungshitze) von Fassadenöffnung zu Fassadenöffnung bzw. von Bauteil zu Bauteil. Ein Brandüberschlag kann sowohl in horizontaler Richtung (bei gegenüberliegenden oder im Winkel zueinanderstehenden Gebäuden und Bauteilen) als auch in vertikaler Richtung, von Geschoss zu Geschoss (Fassadenöffnungen) erfolgen. Durch Windeinwirkung oder die im Brandfall entstehende Thermik der Rauch- und Brandgase kann ein Übergreifen der Flammen, also Brandüberschlag, begünstigt werden.

## Ursachen
Eine Brandausbreitung, begünstigt durch bauliche Mängel, ist während der Feuerbekämpfung schwer zu verhindern. Eine der häufigsten Ursachen für einen Feuerüberschlag sind offene Gebäudemauern, welche durch zerborstene Fenster und Balkontüren oder offene Brandschutztüren entstehen. Begünstigt wird ein Feuerüberschlag auch durch fehlerhafte Brandschutzwände sowie nicht genehmigte Aus- und Umbauten. 
Während der Brandbekämpfung kann ein Feuerüberschlag auch durch taktische Fehler der Einsatzleitung und der Einsatzkräfte erfolgen. So stellt die Wahl eines falschen Löschmittels mit heftigen chemischen Reaktionen im Brandherd oder das Öffnen von Türen oder Fenstern ein Problem bei der Bekämpfung der Brandausbreitung dar. So werden Feuerbrücken begünstigt, die es dem Feuer ermöglichen, von einem Gebäude zum anderen überzugreifen. Wenn z. B. die aus einem Fenster schlagenden Flammen die darüber liegenden Fenster zum Zerbersten bringen, ist wahrscheinlich, dass ein Feuer auch in diese Etage eindringt und dieses in Brand setzt. Auch zu geringe Gebäudeabstände führen durch die Wärmestrahlung des Feuers zum Feuerüberschlag auf andere Gebäude, bei engen Straßen sogar auf die andere Straßenseite, besonders bei großzügig verglasten Fassaden.

## Maßnahmen gegen Brandüberschlag
Grundsätzlich gibt es gegen den Brandüberschlag drei Hauptmaßnahmen:
- Brandbeständige Ausführung der brandabschnittsumfassenden bautechnischen Einrichtungen wie Wände, Fenster, Türen usw. (Brandwände oder Brandabschnitte).[4]
- Einhaltung von Mindestabständen zu anderen entzündbaren Bauteilen
- Installation von Löschschleiern an den brandabschnittsumfassenden bautechnischen Einrichtungen

### Mindestabstände
Um im Falle eines Brandes einen Brandüberschlag zu verhindern, sind Mindestabstände zu anderen entzündbaren Materialien einzuhalten. Diese sind in verschiedenen Gesetzen und Bauordnungen unterschiedlich geregelt und definieren sich zumeist wie folgt:
- Vertikaler Brandüberschlag: 1,5 Meter
- Horizontaler gegenüberliegender Brandüberschlag: 5 Meter
- Horizontaler paralleler Brandüberschlag: 1 Meter

Weitere genaue Regelungen für Österreich finden sich in den TRVBs (Technische Richtlinien Vorbeugender Brandschutz).

## Simulation eines Brandüberschlages
In speziellen Prüflabors mit hohen Räumen können auch Brandüberschläge bei Original-Fassadenteilen über mehrere Geschosse simuliert werden. Somit ist es möglich, neuartige Materialien und Bauweisen unter realistischen Bedingungen auf die Einhaltung der Brandschutzvorschriften zu prüfen.